# Marta Benavides
Marta Benavides (San Salvador) es una teóloga salvadoreña, ordenada ministra, permaculturista, educadora y artista.

## Activismo
Es una de las últimas activistas sobrevivientes del grupo original de defensores de los derechos humanos y la paz que comenzó su trabajo durante la década de 1970 y en un clima de represión en aumento. Como líder de una revolución ecuménica centrada en llevar la paz a su país, la pastora ordenada que eligió "vivir y no morir por la revolución" ha estado trayendo personas de todos los campos para defender los derechos humanos y desarrollar una cultura de paz. A principios de la década de 1980, Benavides era jefa del Comité Ecuménico de Ayuda Humanitaria, un grupo patrocinado por el Arzobispo Óscar Romero para brindar apoyo a las víctimas de la violencia. Después del asesinato de Romero en 1980, ella continuó trabajando por una paz duradera, en 1982 Benavides se exilió y trabajó durante la próxima década desde México y Estados Unidos para poner fin a la guerra en su país y lograr un acuerdo negociado bajo las Naciones Unidas.

## Trabajo por la paz
En 1991, un año antes de la firma de los Acuerdos de Paz de Chapultepec, Marta Benavides regresó a El Salvador y fundó el Instituto Internacional de Cooperación entre los Pueblos, una organización dedicada a promover los valores y prácticas de una cultura de paz. Estableció centros de formación comunitaria y recorre el país impartiendo talleres sobre agricultura sostenible, derechos humanos, y prevención de la violencia familiar y comunitaria. Fundó también Siglo XXIII, el Movimiento del Siglo 23 por la Paz Sostenible, que trabaja por la transformación social a través de la cultura.

## Premios
En 2003, fue una de las 33 galardonadas con el Premio de la Fundación Cumbre Mundial de Mujeres para la Creatividad de las Mujeres en la Vida Rural. En 2005 estuvo entre las 1,000 mujeres nominadas para el Premio Nobel de la Paz. En 2009, recibió el Premio Mujer Pacificadora del Instituto de Joan B. Kroc por la Paz y la Justicia en la UniversidadElla es una de los copresidentes del Llamado Global a la Acción contra la Pobreza (GCAP) y es miembro de varios consejos a nivel internacional. Ella continúa trabajando por una cultura de paz en su país y el mundo, a través de diversas iniciativas en la ONU y con movimientos de la sociedad civil.entos de la sociedad civil. 